# TI-89
TI-89 og TI-89 Titanium er en tidligere serie af grafiske lommeregnere, der er udviklet af det amerikanske firma Texas Instruments (TI). Serien adskiller sig fra andre af TI's grafiske lommeregnere med samme størrelse ved at have Computer Algebra System (CAS). CAS muliggør symbolsk manipulation af algebraiske udtryk; dermed kan TI-89 løse ligninger med eksakte løsninger. TI-89 kan desuden regne med SI-enheder (se tabel nedenfor) og løse differentialligninger såvel grafisk (se tabel nedenfor) som algebraisk (se fig. 4 & 6).

## Beskrivelse
TI-89 er en TI-92 Plus uden QWERTY-tastatur og med mindre display. TI-89 blev optaget i sortimentet, fordi en grafisk lommeregner med QWERTY-tastatur ikke er tilladt at medbringe ved standardiserede tests i USA (Scholastic Assessment Test). Derimod var det tilladt at medbringe en grafisk lommeregner uden QWERTY-tastatur; deraf opstod TI's ønske om at introducere en mindre grafisk lommeregener med CAS.

### Specifikationer
Lommeregnerens CAS gør TI-89 i stand til at løse ligninger med eksakte løsninger; i modsætning til TI-83, der kun kan beregne tilnærmede (approksimerede) løsninger. Dertil kommer, at TI-89 understøtter PrettyPrint, der forbedrer indtastningers og løsningers afbildning på displayet. TI-89 har en M68k-processor, der er fremstillet af Motorola. TI-89 har LCD display og Flash-lager. Flash-lageret gør det muligt at gemme variabler, programmer, tabeller, lister, matrixer og/eller spil. TI-89 bruger disse batterier: 4 stk. AAA

## TI-89 serien har flere features (uddrag)
Se flere features og kommandoer her:
- PrettyPrint[8] (ligesom equation editor og LaTeX)
- Beregne trigonometriske værdier eksakt, eksempelvis: {\displaystyle sin(60^{\circ })={\surd 3 \over 2}} og også det tilnærmede resultat {\displaystyle sin(60^{\circ })\approx 0,86603}
- Symbolsk visning af {\displaystyle \pi } og {\displaystyle e} og {\displaystyle i} (Se tabel nedenfor.)
- Regne med komplekse tal[9][10]
- Såvel 2D som 3D tegning af funktions graf (Se fig. 5)[8]
- Tegne cirkler[11]
- Faktorisere polynomium med kommandoen: factor(polynomium) ; et polynomium med komplekse rødder faktoriserer TI-89 med kommandoen cfactor(polynomium) (Se tabel nedenfor.)
- Beregne Taylorpolynomier[12]
- Beregne sumrække (summation)[13]
- Foretage Chi-i-anden-test[14]
- Foretage matrix-beregninger og -manipulation[15]
- Foretage vektorregning[16]
- Beregne grænseværdier[17]
- Ang. sandsynlighedsregning kan TI-89 beregne antal permutationer og antal kombinationer[18] samt beregninger for binominalfordelingen og normalfordeling[19]
- Løse ligninger med kommandoen: solve(ligning,{\displaystyle x})[1] eller nsolve(ligning,{\displaystyle x})[20] ; kommandoen kan findes ved at taste CATALOG-tasten (se fig. 1 & 2 & 6). En ligning med komplekse løsninger løser TI-89 med kommandoen: csolve(ligning,{\displaystyle x})
- Beregne differenitalkvotienter med kommandoen: d(funktion,{\displaystyle x}) ; kommandoen findes ved at taste: "2nd" "8" (se fig. 1 & 2 & 6).
- Beregne ubestemt integraler (stamfunktioner) med kommandoen: ∫(funktion,{\displaystyle x}) ; kommandoen findes ved at taste: "2nd" "7" (se fig. 1 & 2 & 6).
- Beregne bestemt integral (arealer) med kommandoen: ∫(funktion,{\displaystyle x},{\displaystyle a},{\displaystyle b}) ; kommandoen findes ved at taste: "2nd" "7" (se fig. 1 & 2 & 6).
- Regne med eheder (bl.a. SI-enheder)[2] ved at tilføje underscore _ sådan: "diamant" "MODE" (se fig. 1 & 2 & 3)
- Løse såvel første ordens differentialligninger som anden ordens differentialligninger grafisk. Grafregneren løser differentialligning grafisk ved at tegne linjeelementer og integralkurver.[3] (Se tabel nedenfor.)
- Løse første ordens[21] differentialligninger[22] algebraisk med kommandoen:[8][23] deSolve({\displaystyle y'=} ... {\displaystyle ,x,y})[24] eller desolve({\displaystyle y'=} ... {\displaystyle ,x,y})[25] (Se fig. 4).
- Løse anden ordens[21] differentialligninger[22] algebraisk med kommandoen:[8][23] deSolve({\displaystyle y''=}... {\displaystyle ,x,y})[24][25] (Se tabel nedenfor.)

## Historie
Der findes to typer af denne grafregner:
- I 1998 kom TI-89 i handlen, Denne oprindelige type findes i to forskellige farver (se fig. 1 & 2).
- I 2004 blev det muligt at købe den grå TI-89 Titanium (se fig. 3 & 6). TI-89 Titanium var en nyere model, som skulle fremtidssikre TI-89 serien. TI-89 Titanium har dobbelt så stort Flash-lager som den oprindelige TI-89. TI-89 Titaniums Flash-lager omfatter 256 KB RAM (heraf 188 KB tilgængelig for brugeren). Som et yderligere tiltag til at fremtidssikre lommeregneren havde TI-89 Titanium en integreret USB-port.

### Programmering
På TI-98 kan man selv skrive små programmer i programmeringssproget TI-BASIC. Dette er egnet til små matematiske makros. Ved hjælp af en computer kan man også skrive programmer i programmeringssproget C, som via TIGCC bliver oversat og transmitteret via TI-Connect.

## TI-89 som app og TI-89 Titanium som online simulator
- Den farverige, oprindelige TI-89 (se fig. 1) findes som app til styresystemet[26] Android.[27]
- Den grå TI-89 Titanium (se fig. 6) findes som online[28] simulator.[29]

## Anvendelse i skoler og universiteter
TI-89 er tilladt i skoler i både USA, Storbritannien og Tyskland. TI-89 er nævnt på Danske Science Gymnasiers hjemmeside.
Flere danske universiteter har nævnt TI-89 på sine hjemmesider: DTU, KU, AU, AAU, RUC & SDU.

## Presseomtale
I tidsskriftet Ingeniøren er TI-89 er omtalt som alternativ til det matematiske software Maple, idet TI-89 og Maple har flere kommandoer til fælles.

## Flere TI-grafregnere med CAS
TI-89 er en af flere serier grafregnere med CAS
| Serier af CAS-grafregnere solgt siden 1995 | Serier af CAS-grafregnere solgt siden 1995 | Serier af CAS-grafregnere solgt siden 1995 | Serier af CAS-grafregnere solgt siden 1995 |
| Seriens navn | Solgt i perioden                           | Features og enkelte kommandoer | Uddybning, eksempler og printscreens |
| --- | ------------------------------------------ | --- | --- |
| TI-92 med QWERTY-tastatur - TI-92 Plus findes også som online emulator - Der findes dansk manual til TI-92 Plus - TI-92 Plus har samme features som TI-89 | 1995 - 2013                                | - Tegne funktioners grafer, såvel 2D som 3D samt polære grafer og parameterfremstillinger. - Vise tabel for indtastede funktioner (se den øverste illustration). - TI-92 kan tegne cirkler. - PrettyPrint (ligesom equation editor og LaTeX) - Symbolsk visning af {\displaystyle \pi } og {\displaystyle e} samt {\displaystyle \infty } og {\displaystyle i} og kan sådan regne med komplekse tal (se den midterste illustration). - Beregne trigonometriske værdier eksakt, eksempelvis: {\displaystyle sin(60^{\circ })={\surd 3 \over 2}} og også det tilnærmede resultat {\displaystyle sin(60^{\circ })\approx 0,866025} - Beregne største fælles divisor, eng. greatest common divisor (gcd) - Beregne mindste fælles multiplum, eng. least common multiple (lcm) - Lineær regression LinReg tilnærmer data til lineær funktion - Ang. sandsynlighedsregning kan TI-92 beregne fakultet, antal permutationer og antal kombinationer - Faktorisere polynomium med kommandoen: factor(polynomium) ; et polynomium med komplekse rødder faktoriserer TI-92 med kommandoen cfactor( (se den nederste illustration). - Løse ligning med kommandoen: solve(ligning,{\displaystyle x}) eller csolve( (se den nederste illustration). - Beregne diffferentialkvotient med kommandoen: d(funktion,{\displaystyle x}) (se den nederste illustration). - Beregne stamfuntion med kommandoen: ∫(funktion,{\displaystyle x}) (se den nederste illustration). - Beregne bestemt integral med kommandoen: ∫(funktion,{\displaystyle x},{\displaystyle a},{\displaystyle b}) - Beregne determinant det( - Foretage matrix-beregninger og -manipulation | {\displaystyle y1=\ln(x)} |
| TI-89 uden QWERTY-tastatur - TI-89 Titanium findes også som online simulator - Der findes dansk manual til TI-89                                          | 1998 - 2004                                | Samme som TI-92 foruden: - Foruden eksakt solver (se ovenfor) har TI-89 også numerisk solver: nsolve( - Mulighed for programmering - TI-89 kan skrive såvel latinske som græske bogstaver - Regne med titalsystemet og det binære talsystem og det hexadecimale talsystem - hyperbolske trigonometriske funktioner - Beregne Taylorpolynomier - Foretage Chi-i-anden-test - Foretage vektorregning - Beregne grænseværdier - Ang. statistik kan TI-89 tegne histogram og beregne forskellige regressionstyper: - QuadReg tilnærmer data til andengradspolynoium - Kubisk regression CubicReg tilnærmer data til tredjegradspolynomium - QuartReg tilnærmer data til fjerdegradspolynoium - Eksponentiel regression ExpReg tilnærmer data til eksponentiel funktion - Logaritmisk regression LnReg tilnærmer data til logaritmisk funktion - PowerReg tilnærmer data til potensfunktion - Logistisk regression Logistic tilnærmer data til logistisk vækst - SinReg tilnærmer data til {\displaystyle y=a\cdot \sin(b\cdot x+c)+d} - Ang. sandsynlighedsregning kan TI-89 foretage beregninger for binominalfordeling og normalfordeling - Beregne sumrække (summation) {\displaystyle \Sigma (} og produkt {\displaystyle \Pi (} - Beregne vektorprodukt crossP( - Regne med SI-enheder ved at taste underscore _ - TI-89 har en række fysiske konstanter indbygget, f.eks. Plancks kontant og coulombkonstanten - Løse første ordens og anden ordens differentialligninger såvel algebraisk som grafisk ved at tegne linjeelementer og integralkurver (se de to illustrationer)                                                               | |
| TI-Nspire CX CAS uden QWERTY-tastatur | siden 2011                                 | Samme som TI-89 foruden: - Touchpad - Farveskærm - Findes også som CAS-software til Windows og macOS | Kommando løser differentialligning algebraisk: deSolve({\displaystyle y'=b\cdot y-a} ,{\displaystyle x},{\displaystyle y}) kommandoen gælder også for TI-92 Plus og Voyage 200 samt for TI-89 |

## Tabel
TI-89 simulator hører til denne gruppe af CAS-softwares
| Navn                                  | Software licens             | Programmeringssprog    | MS Windows | macOS                | Linux  | Andre OS      | Kommando løser differentialligning                                          | Note og kilde       |
| ------------------------------------- | --------------------------- | ---------------------- | ---------- | -------------------- | ------ | ------------- | --------------------------------------------------------------------------- | ------------------- |
| CPMP-Tools                            | freeware eller fri software | java                   | Windows    | macOS                | Linux  |               |                                                                             | [ 57 ]              |
| ExpressionsinBar                      | freeware eller fri software | ?                      |            | 64 bit app for macOS |        |               | desolve({\displaystyle y'=b\cdot y-a} , {\displaystyle y})                  | [ 58 ]              |
| GeoGebra                              | freeware eller fri software | java                   | Windows    | macOS                | Linux  | Android & iOS | SolveODE(                                                                   | også som web app    |
| Maple *                               | kommerciel                  | C, Java, Maple         | Windows    | macOS                | Linux  |               | dsolve{\displaystyle (y'(x)=k\cdot y(x)} , {\displaystyle y(x))}            | [ 62 ]              |
| Mathematica *                         | kommerciel                  | Wolfram Language, Lisp | Windows    | macOS                | Linux  | Solaris       | DSolve({\displaystyle y'=k\cdot y} , {\displaystyle y})                     | også som web app    |
| MATLAB                                | kommerciel                  | C/C++, MATLAB          | Windows    | macOS                | Linux  |               |                                                                             | [ 66 ]              |
| Maxima                                | freeware eller fri software | Common Lisp            | Windows    | macOS                | Linux  | Android       | ode2 (eqn, dvar, ivar)                                                      | også som online app |
| SageMath                              | freeware eller fri software | Python 3               | Windows    | macOS                | Linux  |               | desolve({\displaystyle y'=b\cdot y-a} , {\displaystyle y})                  | [ 70 ]              |
| Singular                              | freeware eller fri software | C++                    | Windows    | macOS                | Linux  |               |                                                                             | findes også online  |
| TI-Nspire CX CAS                      | kommerciel                  | ?                      | Windows    | macOS                |        |               | deSolve({\displaystyle y'=b\cdot y-a}, {\displaystyle x},{\displaystyle y}) | [ 73 ] [ 74 ]       |
| TI-89 simulator & TI-92 Plus emulator | freeware eller fri software | ?                      | online     | online               | online | online        | deSolve({\displaystyle y'=b\cdot y-a}, {\displaystyle x},{\displaystyle y}) | [ 29 ] [ 42 ]       |
| Xcas                                  | freeware eller fri software | C++                    | Windows    | macOS                | Linux  | Android       | desolve({\displaystyle y'=b\cdot y-a} , {\displaystyle y})                  | [ 76 ]              |
| Yacas                                 | freeware eller fri software | C++                    | Windows    | macOS                | Linux  |               | OdeSolve({\displaystyle y''-4*y==0} )                                       | [ 78 ]              |

* løser også triple integraler.